# George Grosz
George Grosz, narozený jako Georg Ehrenfried Groß (26. července 1893 Berlín – 6. července 1959 Berlín), byl německoamerický malíř, grafik a karikaturista. Jeho styl postupně ovlivnil expresionismus, futurismus a dadaismus, stal se členem uskupení Nová věcnost. Proslul kritikou společnosti Výmarské republiky. Zdůrazňoval negativní stránky života velkoměsta a sociální rozdíly. Naproti Otto Dixovi, dalšímu hlasitému kritikovi německé společnosti, je Grosz agresivnější a více politický. Okruhy, kterými se zabýval, byly především ekonomika, politika, vojenství a duchovenstvo.

## Život
Grosz se narodil v Berlíně jako syn majitele hostince. Když mu bylo pět let, přestěhovala se rodina do města Stolp (dnes Słupsk) v Pomořanech. Když roku 1900 Grossův otec zemřel, vrátila se rodina načas do Berlína. Na střední školu však Gross nastoupil v roce 1902 opět ve Stolpu. Byl z ní ale vyloučen, když učiteli vrátil políček. V letech 1909–1911 studoval na Königlich Sächsischen Kunstgewerbeschule (Královské saské umělecko-průmyslové škole) v Drážďanech, poté až do roku 1916 na Umělecko-průmyslové škole v Berlíně. Ve třídě grafiky byl žákem pražského rodáka Emila Orlika. Ještě před válkou, roku 1913, navštívil Paříž, tamní moderna na něj ale dojem neudělala.
Ještě během studií si Grosz přivydělával publikování kreseb v různých časopisech. První mu vyšla v roce 1910 v příloze deníku Berliner Tagblatt nazvané Ulk (Žert).
V listopadu 1914 se dobrovolně přihlásil do armády. Nikoliv z patriotismu, ale aby se pokusil předejít nasazení na frontě. V květnu příštího roku byl ale uznán za služby neschopného vzhledem k zánětu dutin, který musel být operován. V lednu 1917 byl povolán opět, ale hned následující den byl hospitalizován a léčil se v nervovém sanatoriu. Posléze byl zbaven vojenské služby definitivně.
Ještě v průběhu války poznal Grosz bratry Helmuta a Wielanda Herzfeldovy, s nimiž ho spojilo dlouholeté přátelství. Všichni tři obdivovali Ameriku. Grosz a Helmut Herzfeld si proto v roce 1916 poangličtili jména. Herzfeld se stal Johnem Heartfieldem, Georg Groß změnil jméno na George Grosz. Hned po jejím založení koncem roku 1918 vstoupil Grosz do Komunistické strany Německa. To je třeba vidět v dobovém kontextu. Od mládí měl Grosz silné sociální cítění, posílené ještě válečným prožitkem. Proto když vypukla Listopadová revoluce, postavil se spolu s většinou intelektuálů na její stranu. V listopadu 1918 také spolu s bratry Herzfeldovými a divadelníkem Erwinem Piscatorem založili Listopadovou skupinu. Grossovo členství v komunistické straně ale vydrželo jen do roku 1923, kdy přestal platit členské příspěvky. Rok před tím totiž podnikl spolu s Martinem Andersenem Nexø cestu po Sovětském svazu, během níž se sešel mj. s Lunačarským a Tatlinem, z politických špiček ho přijali Zinovjev i Lenin. Cesta mu sice přinesla deziluzi, levicový světový názor si však podržel.
Groszovo dadaistické období spadá do let 1918–1920. Do Berlína přinesl dadaismus Richard Huelsenbeck. Ten také zformuloval v dubnu 1918 první berlínský dadaistický manifest, který kromě Grosse podepsali i Tristan Tzara, Raoul Hausmann, Marcel Janco, Franz Jung a další umělci. Berlínská dadaistická skupina se ale zmítala ve vnitřních rozporech dvou křídel. Housman například nazval Grosze pseudorevolucionářem. Nicméně v roce 1920, když se v Berlíně v Burchardově galerii konala první mezinárodní dadaistická výstava, zúčastnil se jí Grosz kresbou Viník zůstává neznámý. V roce 1920 se Grosz oženil s Evou Peters, s níž měl dva syny, Petera Michaela (* 1926) a Martina Olivera (* 1930).
Přelom 10. a 20. let se v Groszově tvorbě nese v zakládání různých levicových a dadaistických časopisů, v nichž publikoval své kresby a texty. S Wielandem Herzfeldem založili Die Pleite (Bankrot), s Franzem Jungem Jedermann sein eigener Fussbal (Každý svůj vlastní fotbal), s Carlem Einsteinem Der blutige Ernst (Krvavá vážnost). V roce 1920 také proběhla v mnichovské galerii Hanse Goltze Grossova první samostatná výstava.
Začátkem 20. let se Grosz věnoval především politické karikatuře. Vyšlo několik alb reprodukcí jeho kreseb, mj. Gott mit uns (Bůh s námi), Das Gesicht der Herrschender Klasse (Tvář vládnoucí třídy, obě1921), Ecce Homo (Ejhle Člověk), Mit Pinsel und Schere (Štětcem a nůžkami), Räuber (Loupežníci, všechny tři 1922), Abrechnung folgt (Zúčtování následuje, 1924), Spießer-Spiegel (Šosákovo zrcadlo, 1925). Většina vyšla v nakladatelství Malik Wielanda Herzfelda. Některé z nich mu vynesly střet se státní mocí. Za urážku Reichswehru v Gott mit uns byl odsouzen k pokutě 300 marek, Ecce Homo bylo konfiskováno jako pornografie a Grosz byl tentokrát odsouzen k 6000 marek pokuty. Za grafiku Maul halten und weiter dienen (Držet hubu a krok), znázorňující Krista na kříži v plynové masce, dostal v prvním stání roku 1928 pokutu 2000 marek, po sérii odvolání byl ale o dva roky později osvobozen.
Ačkoliv už formálně členem komunistické strany nebyl, udržoval s ní stále blízký kontakt. V roce 1924 se stal předsedou Rudé skupiny, což bylo sdružení německých komunistických umělců. Až do roku 1927 přispíval do komunistického satirického týdeníku Der Knüppel (Klacek). Roku 1928 pak spoluzakládal Asociaci revolučních výtvarných umělců Německa. V letech 1924, 1925 a 1927 opakovaně navštívil Paříž. Během druhého pobytu se sešel s významným belgickým grafikem Fransem Masereelem a komunistickým politikem Jacquesem Sadoulem.
V roce 1925 se v Mannheimu konala výstava obrazů německých umělců, které dal její pořadatel, galerista Gustav Friedrich Hartlaub, název Neue Sachlichkeit (Nová věcnost). Jednotícím názorem vystavujících malířů byl rozchod s expresionismem, odmítnutí abstraktního malířství a návrat k realismu, který měl v Německu od 19. století silnou tradici. Kromě jiných zde vystavovali rovněž Otto Dix a Grosz. Nová věcnost však nevytvořila homogenní umělecký směr, názory zúčastněných výtvarníků nebyly jednotné. Druhá velká výstava Nové věcnosti – rovněž s Grosovou účastí – proběhla v roce 1929 v Stedelijk muzeu v Amsterdamu, s nástupem Hitlera k moci její aktivity definitivně skončily.
Grosz se kromě fotografie zabýval také divadelní scénografií. Pro českou kulturu je zajímavé, že v roce 1927 navrhl scénu pro inscenaci Dobrého vojáka Švejka avantgardního režiséra Erwina Piscatora.
Velký sen se Groszovi splnil roku 1932, když poprvé navštívil Spojené státy americké. Art Students League v New Yorku, což byla umělecká škola s dlouhou tradicí, ho pozvala k výuce ve třídě aktů. Grosz zde učil od června do října. Zároveň publikoval kresby v časopisech, např. v The New Yorker. V lednu 1933 už bylo jasné, že se v Německu dostanou k moci nacisté. Dne 12. ledna, necelé tři týdny před jmenováním Hitlera říšským kancléřem, emigroval Grosz i s rodinou do USA. Část jeho obrazů převzal do úschovy švagr Otto Schmalhausen. Dobu nacismu a válku přečkaly v Berlíně v domě na Savignyho náměstí č. 5, v němž byla ironií osudu úřadovna SS. V roce 1938 Grosze nacisté zbavili německého občanství a on vzápětí získal americké.
V USA Grosz pokračoval ve výuce v Art Students League a zároveň si otevřel vlastní malířskou školu s názvem Sterne-Grosz-School. To trvalo až do roku 1937, kdy obdržel dvouleté Guggenheimovo stipendium a školu zavřel. V roce 1935 se ještě jednou podíval do Evropy. Při té příležitosti se v Dánsku sešel s Bertoldem Brechtem. V Americe však o jeho dílo, naplněné adresnou kritikou nacismu, nebyl příliš velký zájem. Roku 1936 vydal album kreseb Interregnum s předmluvou spisovatele Dos Passose, které se příliš neprodávalo. To posílilo Groszovu depresi a rezignovanost z politického vývoje ve světě. V té době se odstěhoval do města Douglaston na Long Islandu.
V Německu zatím pokračovalo potírání umění, které nevycházelo z oficiální propagandy. V roce 1937 byla v Mnichově uspořádána výstava Entartete Kunst (Zvrhlé umění), která představovala práce jak avantgardních umělců, tak realistů, kteří před rokem 1933 kritizovali nacisty. Na výstavě byl samozřejmě zastoupen i Grosz. 385 jeho prací bylo z muzeí a galerií zkonfiskováno, některé z nich spáleny. Radost ale Groszovi přinesl jednak příjezd jeho dávného přítele Wielanda Herzfelda do New Yorku v roce 1939 a udělení Carol H. Beck Gold Medal, což bylo ocenění Pensylvánské akademie krásných umění. V letech 1941–1952 učil Grosz na Columbia University School of Fine Art a vrátil se k výuce na Art Students League, kde s přestávkami pedagogicky působil do roku 1955. V té době začal pracovat na své autobiografii, která pod názvem A Little Yes and a Big No (Malé Ano a velké Ne) vyšla roku 1946.
Po válce se Grosz dočkal také několika výstav. První tři proběhly v New Yorku. Ta z října 1946 měla název A Piece of my World in a World Without Peace (Kousek mého světa ve světě bez míru), na druhé v roce 1948 vystavil obrázky hůlkových panáčků (Stickmen) a konečně roku 1954 proběhla velká retrospektiva ve Whitney Museum of American Art. Zároveň byl zvolen za člena American Academy of Arts and Letters. V té době už bydlel v Huntingtonu rovněž na Long Islandu (od 1947). I nadále se věnoval pedagogické činnosti: Kromě výuky v Art Students League působil rovněž na Showhagen School of Painting and Sculptures ve státě Maine a v Des Moines Art Center. Kromě toho si doma opět otevřel soukromou malířskou školu (1953).
Grosze samozřejmě zajímaly evropské poválečné poměry. Jeho první návštěva Evropy se datuje do roku 1951. O tři roky později navštívil Německo. Byl přijat v Senátu a u Bodamského jezera se sešel s Otto Dixem. V listopadu 1958 je Grosz opět v Berlíně, kde byl zvolen členem Akademie. V prosinci se sice vrátil domů, ale 28. května 1959 se vrátil do Berlína v naději, že natrvalo. Usadil se v témže domě na Savigniho náměstí 5, kde přečkaly válku jeho obrazy. Neměl již ale čas adaptovat se v Německu. 6. července ráno ho nalezla doručovatelka novin mrtvého ve vstupní hale jeho domu. V noci se vrátil z flámu a nešťastně spadl ze schodů.

## Dílo
Grosz je v dějinách umění uváděný jako jeden ze zakladatelů berlínské větve dadaismu, člen neformálního sdružení nová věcnost, ale především jako nesmlouvavý kritik poměrů v poválečném Německu. V nespočetných karikaturách, které vycházely v knižních souborech a časopisech, si bral na mušku, armádu, duchovenstvo, buržoasii i společenský mravní úpadek projevující se zejména ve velkých městech. Ve svém díle dával průchod pobouření nad sociální nespravedlností.
V počátcích tvorby čerpal Grosz z podnětů expresionismu, futurismu a grafického díla Paula Klee. Jak v kresbách a grafikách, tak v olejomalbách se objevuje Město jako nositel chaosu, zla a zvrácenosti, jakési pandemonium (Město, 1916; Sebevražda, 1916; Pohřeb Oskara Panizzy, 1917). Od roku 1918 se připojil k dadaismu. Z tohoto období pochází obraz Daum si bere svého pedantického automatona George (1920), což byl svatební obraz pro jeho nastávající manželku Evu Peters, které přezdíval Daum. Někteří historikové umění považují za největší umělecký přínos berlínské dadaistické skupiny fotomontáže, s nimiž experimentovali jak Grosz, tak Heartfield a Raoul Hausmann. V té době byl Grosz také krátce pod vlivem metafyzické malby Giorgia de Chirica (obrazy Bez názvu, 1920; Republikánští automatoni, 1920).

V polovině 20. let byl Grosz zastoupen na výstavě nové věcnosti, s níž sdílel realistický způsob výtvarného vyjádření. Po celá 20. léta pak Grosz pokračoval v tvorbě kritizující společenské poměry v tehdejším Německu, přičemž si vytvořil svůj vlastní, nezaměnitelný styl. Těžištěm jeho práce byla alba s reprodukcemi kreseb, vytvářel ale také olejomalby. Z nich jsou nejznámější Agitátor (1928) a Opory společnosti (1926). Věnoval se také portrétům, mezi nimiž vyniká Portrét spisovatele Maxe Herrmanna Neisseho (1925).

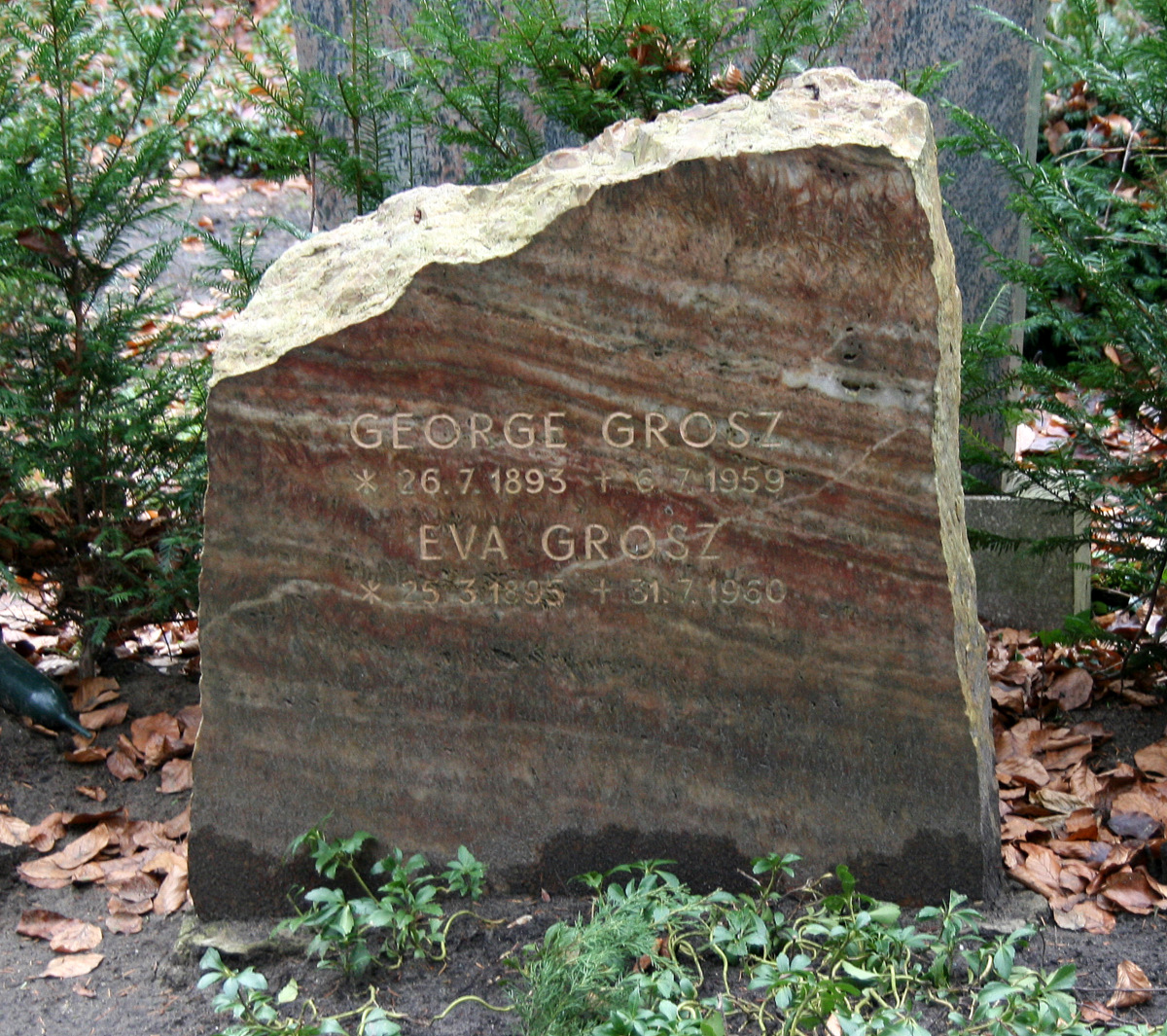
Náhrobní kámen manželů Groszových

V Americe ale Groszova tvorba se sociálním a antifašistickým obsahem nenacházela obecenstvo. Hlavním zdrojem jeho obživy byla pedagogická činnost; pokud se chtěl prosadit jako malíř, musel témata změnit. Začal malovat akty a krajiny, které ale nedošly vysokého hodnocení: Grosz potřeboval ke své tvorbě emoční náboj, který mu ve Spojených státech chyběl. Měšťácké poměry, ve kterých v emigraci žil, značně obrousily ostři Grossovy revolučnosti.
Po 2. světové válce se Groszův výtvarný svět zalidnil figurkami s tenkými těly a končetinami, jakýmisi tyčinkovitými panáčky (anglicky Stickmen). Byl to výraz jeho rezignace – bezvýznamní panáčci se pohybovali v bezvýznamném světě. Groszovo dílo se uzavřelo kolážemi, částečně ovlivněnými pop-artem (Grosz jako klaun a dívka z revue, 1958). Na Groszovo dílo není dosud pro Wikipedii uvolněná licence. Jeho obrazy lze prohlížet na některém z externích odkazů.